# FMA IA 36 Cóndor
 (décembre 2021).

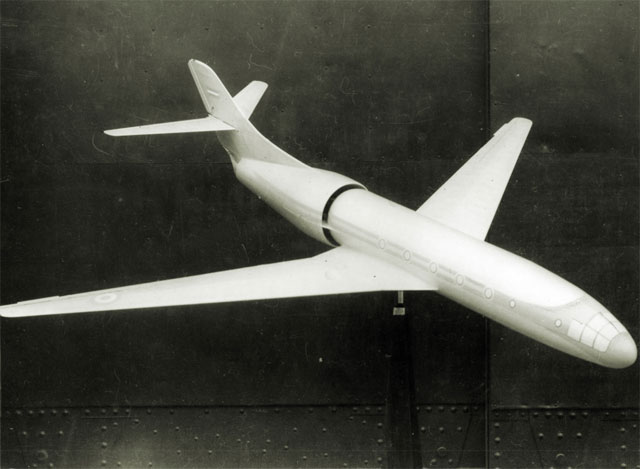
Maquette de soufflerie, illustrant la configuration inattendue de l'appareil.

Le FMA IA 36 Cóndor était un projet argentin d'avion de ligne à réaction mené dans les années 1950.

## Histoire
L'Argentine disposait dans les années 1950 d'une industrie aéronautique assez importante. L'entreprise publique Fábrica Argentina de Aviones (FMA) construisait différents types d'appareils, sous licence ou de ses propres créations. Après la Seconde Guerre mondiale un certain nombre d'ingénieurs allemands s'enfuient vers l'Argentine. L'un d'entre eux, Kurt Tank, qui était notamment le concepteur du chasseur Focke-Wulf Fw 190, se retrouve à la tête de l'ambitieux projet FMA IA 36 Cóndor, qui vise à produire un petit avion de ligne à réaction, et est lancé en 1953.

### Abandon
Initialement, le premier vol est prévu pour 1956. Le projet prend du retard puis est enterré en 1958, à la suite d'un changement de gouvernement.

## Caractéristiques
Ce petit avion (40 passagers maximum) se démarquait par sa configuration aérodynamique. Les cinq moteurs étaient placés en anneau autour de l'arrière du fuselage, et nourris par une entrée d'air enveloppant totalement celui-ci. Cette configuration aurait permis d'absorber la couche limite (le flux d'air circulant très près du fuselage), réduisant la trainée. Dans la première version, les moteurs devaient être des Rolls-Royce Nene II, soit le moteur du Hawker Sea Hawk. Les performances visées étaient remarquables, notamment avec une vitesse de croisière de 950 km/h.